# Hôtel de Condé (Blois)
Pour les articles homonymes, voir Hôtel de Condé (homonymie).
L'hôtel de Condé est un monument historique du centre-ville de Blois, dans le département du Loir-et-Cher, en région Centre-Val de Loire.

## Localisation
L'hôtel est situé au cœur du centre historique de Blois, dans le quartier du Puits-Châtel, au début de la rue des Juifs.
L'hôtel de Condé est ainsi voisin de l'hôtel de Rochefort.

## Historique
Les premiers vestiges de construction médiévale de l'hôtel de Condé remontent à la limite entre les XIIIe et XIVe siècles. Ils comprennent notamment un cellier gothique et une galerie souterraine sous le bâtiment est et la cour est.
Au XVIe siècle, probablement avant 1547, l'édifice a été considérablement remanié dans un style de la Renaissance. Les façades ont été élevées dans un style Renaissance précoce, avec l'ajout d'une tourelle d'escalier qui ne fait pas saillie sur la façade principale, ainsi qu'une galerie à colonnes ioniques appuyée sur le mur de clôture.
Aux temps de guerres de religion, l'hôtel de Condé devient un lieu important de rassemblement entre Catholiques. C'est d'ailleurs au sein de ses murs que résida le duc Henri Ier de Guise, membre de la Ligue catholique, la veille de son assassinat le 23 décembre 1588.
Il apparaît ainsi peu probable que le prince de Condé, chef des Huguenots protestants, ait également séjourné dans cet édifice.
Au XIXe siècle, des modifications supplémentaires ont été apportées à l'édifice, notamment des reprises des ouvertures.

## Architecture
L'hôtel de Condé est principalement construit en calcaire local, pierre de taille, moellon et enduit, avec une toiture en ardoise. Son élévation intérieure comprend un sous-sol, un étage de soubassement, un étage carré et un étage de comble. L'escalier, situé dans l'œuvre, est en vis sans jour et en maçonnerie.
L'iconographie de l'édifice est riche en détails sculpturaux et en éléments décoratifs. On y trouve des pilastres, des colonnes, des symboles et du feuillage, notamment sur les consoles, les façades, la galerie et le vantail de porte. La salamandre, emblème associé à François Ier, est présente dans l'iconographie de l'hôtel de Condé.

## Patrimonialité

### Protection et label
L'hôtel de Condé figure comme monument historique depuis 1933 en raison de son importance architecturale et historique.

### Statut juridique
L'édifice est une propriété privée.